# Nya hyss av Emil i Lönneberga (bok)
Nya hyss av Emil i Lönneberga är en bok av Astrid Lindgren. Den utkom första gången 1966. Det är den andra boken om Emil i Lönneberga. Berättelserna är baserade på Lindgrens egen pappas barndom i Småland i slutet av 1800-talet.

## Handling
Emil bor på gården Katthult i Lönneberga socken i Småland. Alla i den trakten känner till Katthultarnas hemska lilla pojke, som gör hyss ideligen. De ordnar därför en pengainsamling för hjälpa Svenssons skicka Emil till Amerika, men det går mamma Alma rakt inte med på. 
Emil får däremot ofta sitta i snickarboden, där han kan få tänka över sina synder, han täljer där också sina trägubbar.
Emil har när boken börjar hunnit tälja sin 97:e trägubbe, alla står de uppradade på hyllan i snickarboden. Innan boken är slut har han hunnit tälja 125 stycken, det är en hel del hyss och alla ryms inte i boken. Men de som finns med är bland annat den gången när han hällde paltsmet över sin far, när han och Ida lekte Sicken blås, när han skaffade egen häst, när han gick på styltor och skrämde vettet ur fru Petrell, samt när han ställde till med det stora tabberaset i Katthult för alla fattighjonen och fångade Kommandoran i varggropen. Han hann även med att fira sitt 100-gubbesjubileum, men inte som han hade tänkt sig och Lina tror sig ha sett en myling. 

## Filmatiseringar
- 1972 - Nya hyss av Emil i Lönneberga, i regi av Olle Hellbom, med bland andra Jan Ohlsson, Lena Wisborg, Allan Edwall, Emy Storm, Björn Gustafson och Maud Hansson. Dock är det främst episoden med besöket på Vimmerby marknad som är hämtad ur boken, resterande handling är hämtad ur Än lever Emil i Lönneberga.